# Visnye
Visnye là một thị trấn thuộc hạt Somogy, Hungary. Thị trấn này có diện tích 24,38 km², dân số năm 2010 là 221 người, mật độ 9 người/km².